# Amphithera crimnodes
Amphithera crimnodes är en fjärilsart som beskrevs av Diakonoff 1955. Amphithera crimnodes ingår i släktet Amphithera och familjen bronsmalar. Inga underarter finns listade i Catalogue of Life.